# Elezioni amministrative in Italia del 1992
Nel 1992 si votò in Italia si votò per il rinnovo di alcuni consigli comunali e di 3 consigli provinciali.

## Elezioni comunali

### Varese
| Liste                                                  | Voti   | %     | Seggi |
| ------------------------------------------------------ | ------ | ----- | ----- |
| Lega Nord (LN)                                         | 22.654 | 37,33 | 17    |
| Democrazia Cristiana (DC)                              | 10.705 | 17,64 | 8     |
| Partito Democratico della Sinistra (PDS)               | 4.933  | 8,13  | 3     |
| La Rete                                                | 3.330  | 5,49  | 2     |
| Movimento Sociale Italiano - Destra Nazionale (MSI-DN) | 2.782  | 4,58  | 2     |
| Lega Alpina Lumbarda (LAL)                             | 2.661  | 4,39  | 2     |
| Partito Socialista Italiano (PSI)                      | 2.523  | 4,16  | 2     |
| Partito della Rifondazione Comunista (PRC)             | 2.149  | 3,54  | 1     |
| Partito Repubblicano Italiano (PRI)                    | 2.116  | 3,49  | 1     |
| Federazione dei Verdi (FdV)                            | 1.774  | 2,92  | 1     |
| Partito Liberale Italiano (PLI)                        | 1.358  | 2,24  | 1     |
| Lista Marco Pannella                                   | 1.091  | 1,80  | -     |
| Partito Socialista Democratico Italiano (PSDI)         | 533    | 0,88  | -     |
| Altri                                                  | 2.072  | 3,41  | -     |
| Totale                                                 | 60.681 | 100   | 40    |

### Trieste
| Liste                                                  | Voti    | %     | Seggi |
| ------------------------------------------------------ | ------- | ----- | ----- |
| Democrazia Cristiana (DC)                              | 32.308  | 21,03 | 12    |
| Lista per Trieste (LpT)                                | 25.801  | 16,8  | 9     |
| Movimento Sociale Italiano - Destra Nazionale (MSI-DN) | 19.912  | 12,96 | 7     |
| Lega Lombarda (LL)                                     | 14.727  | 9,59  | 5     |
| Partito Socialista Italiano (PSI)                      | 13.819  | 9,00  | 5     |
| Lega Democratica Trieste Europea                       | 11.155  | 7,26  | 4     |
| Partito della Rifondazione Comunista (PRC)             | 9.687   | 6,31  | 3     |
| Partito Liberale Italiano (PLI)                        | 5.408   | 3,52  | 2     |
| Federazione dei Verdi                                  | 5.325   | 3,47  | 1     |
| Slovenska Skupnost (SSk)                               | 4.490   | 2,92  | 1     |
| Partito Repubblicano Italiano (PRI)                    | 4.373   | 2,85  | 1     |
| Partito Pensionati                                     | 2.676   | 1,75  |       |
| Partito Socialista Democratico Italiano (PSDI)         | 1.547   | 1,01  |       |
| Lega Giuliana                                          | 1.242   | 0,81  |       |
| Verdi Federalisti                                      | 1.126   | 0,73  | -     |
| Totale                                                 | 153.607 |       | 50    |

### Napoli
| Liste                                                  | Voti    | %     | Seggi |
| ------------------------------------------------------ | ------- | ----- | ----- |
| Democrazia Cristiana (DC)                              | 178.096 | 29,77 | 25    |
| Partito Socialista Italiano (PSI)                      | 116.904 | 19,54 | 16    |
| Partito Democratico della Sinistra (PDS)               | 75.972  | 12,70 | 10    |
| Movimento Sociale Italiano - Destra Nazionale (MSI-DN) | 55.256  | 9,24  | 7     |
| Partito Repubblicano Italiano (PRI)                    | 37.567  | 6,28  | 5     |
| Partito Liberale Italiano (PLI)                        | 36.099  | 6,03  | 5     |
| Partito Socialista Democratico Italiano (PSDI)         | 35.533  | 5,94  | 5     |
| Partito della Rifondazione Comunista (PRC)             | 24.346  | 4,07  | 3     |
| Federazione dei Verdi                                  | 15.317  | 2,56  | 2     |
| La Rete                                                | 11.579  | 1,59  | 1     |
| Lista Marco Pannella                                   | 9.525   | 1,59  | 1     |
| Fronte Sud                                             | 2.016   | 0,34  | -     |
| Totale                                                 | 598.210 |       | 80    |

### Crotone
| Liste                                                  | Voti   | %     | Seggi |
| ------------------------------------------------------ | ------ | ----- | ----- |
| Democrazia Cristiana (DC)                              | 9.041  | 27,20 | 11    |
| Partito Democratico della Sinistra (PDS)               | 7.601  | 22,86 | 10    |
| Partito Socialista Italiano (PSI)                      | 7.479  | 22,5  | 9     |
| Partito della Rifondazione Comunista (PRC)             | 2.735  | 8,23  | 3     |
| Partito Socialista Democratico Italiano (PSDI)         | 2.309  | 6,95  | 3     |
| Movimento Sociale Italiano - Destra Nazionale (MSI-DN) | 1.775  | 5,34  | 2     |
| Partito Repubblicano Italiano (PRI)                    | 1.122  | 3,38  | 1     |
| La Rete                                                | 814    | 2,45  | 1     |
| Partito Liberale Italiano (PLI)                        | 368    | 1,11  |       |
| Totale                                                 | 33.244 |       | 40    |

### Reggio Calabria
| Liste                                                  | Voti    | %     | Seggi |
| ------------------------------------------------------ | ------- | ----- | ----- |
| Democrazia Cristiana (DC)                              | 25.706  | 24,67 | 13    |
| Movimento Sociale Italiano - Destra Nazionale (MSI-DN) | 15.991  | 15,35 | 8     |
| Partito Socialista Democratico Italiano (PSDI)         | 12.172  | 11,68 | 6     |
| Partito Socialista Italiano (PSI)                      | 12.068  | 11,58 | 6     |
| Partito Democratico della Sinistra (PDS)               | 11.820  | 11,34 | 6     |
| La Rete                                                | 7.498   | 7,20  | 3     |
| Partito Liberale Italiano (PLI)                        | 6.347   | 6,09  | 3     |
| Partito Repubblicano Italiano (PRI)                    | 5.786   | 5,55  | 3     |
| Partito della Rifondazione Comunista (PRC)             | 4.938   | 4,74  | 2     |
| Altri                                                  | 1.865   | 1,79  | -     |
| Totale                                                 | 104.191 | 100   | 50    |

## Elezioni provinciali

### Provincia di Trieste
- Data: 7 giugno

| Liste                                                        | Voti    | %    | Seggi |
| ------------------------------------------------------------ | ------- | ---- | ----- |
| Democrazia Cristiana (DC)                                    | 31.007  | 18,1 | 4     |
| Movimento Sociale Italiano - Destra Nazionale (MSI-DN)       | 24.231  | 14,1 | 4     |
| Lista per Trieste (LpT)                                      | 23.564  | 13,8 | 3     |
| Lega Nord (LN)                                               | 19.007  | 11,1 | 3     |
| Lega Democratica Trieste per l'Europa (PDS-La Rete-Verdi-PR) | 14.108  | 8,2  | 2     |
| Partito della Rifondazione Comunista (PRC)                   | 13.894  | 8,1  | 2     |
| Partito Socialista Italiano (PSI)                            | 13.520  | 7,9  | 2     |
| Federazione dei Verdi (FdV)                                  | 7.383   | 4,3  | 1     |
| Slovenska Skupnost (SSK)                                     | 6.167   | 3,6  | 1     |
| Partito Liberale Italiano (PLI)                              | 5.581   | 3,3  | 1     |
| Partito Repubblicano Italiano (PRI)                          | 4.964   | 2,9  | 1     |
| Partito Pensionati                                           | 2.737   | 1,6  | -     |
| Lega Giuliana                                                | 1.799   | 1,0  | -     |
| Verdi Federalisti                                            | 1.705   | 1,0  | -     |
| Partito Socialista Democratico Italiano (PSDI)               | 1.414   | 0,8  | -     |
| Movimento Friuli                                             | 208     | 0,1  | -     |
| Totale                                                       | 171.289 |      | 24    |

### Provincia di Mantova
- Data: 27 settembre

| Liste                                                  | Voti    | %    | Seggi |
| ------------------------------------------------------ | ------- | ---- | ----- |
| Lega Nord (LN)                                         | 88.668  | 33,9 | 11    |
| Partito Democratico della Sinistra (PDS)               | 46.612  | 17,8 | 6     |
| Democrazia Cristiana (DC)                              | 36.688  | 14,0 | 4     |
| Partito Socialista Italiano (PSI)                      | 18.924  | 7,2  | 2     |
| Lega Alpina Lumbarda (LAL)                             | 17.545  | 6,7  | 2     |
| Partito della Rifondazione Comunista (PRC)             | 17.434  | 6,7  | 2     |
| Movimento Sociale Italiano - Destra Nazionale (MSI-DN) | 9.473   | 3,1  | 1     |
| La Rete                                                | 7.084   | 2,7  | 1     |
| Federazione dei Verdi (FdV)                            | 6.188   | 2,4  | 1     |
| Partito Pensionati                                     | 5.061   | 1,9  | -     |
| Partito Repubblicano Italiano (PRI)                    | 3.887   | 1,5  | -     |
| Partito Liberale Italiano (PLI)                        | 3.154   | 1,2  | -     |
| Partito Socialista Democratico Italiano (PSDI)         | 2.078   | 0,8  | -     |
| Totale                                                 | 261.726 |      | 30    |

### Provincia della Spezia
- Data: 13 dicembre

| Liste                                                  | Voti | %    | Seggi |
| ------------------------------------------------------ | ---- | ---- | ----- |
| Partito Democratico della Sinistra (PDS)               |      | 24,5 | 6     |
| Democrazia Cristiana (DC)                              |      | 18,2 | 5     |
| Lega Nord (LN)                                         |      | 14,2 | 4     |
| Partito della Rifondazione Comunista (PRC)             |      | 9,8  | 2     |
| Partito Socialista Italiano (PSI)                      |      | 7,8  | 2     |
| Movimento Sociale Italiano - Destra Nazionale (MSI-DN) |      | 4,5  | 1     |
| Federazione dei Verdi (FdV)                            |      | 4,3  | 1     |
| Partito Repubblicano Italiano (PRI)                    |      | 4,5  | 1     |
| Lega Ligure                                            |      | 3,0  | 1     |
| Partito Socialista Democratico Italiano (PSDI)         |      | 2,7  | 1     |
| Partito Liberale Italiano (PLI)                        |      | 2,2  | -     |
| La Rete                                                |      | 2,2  | 1     |
| Partito Pensionati                                     |      | 2,1  | -     |
| Totale                                                 |      |      | 24    |